# ザ・ビッグ
ザ・ビッグ (英: THE BIG) は、イオングループが展開するディスカウント型スーパーマーケット。

## 概要
「エブリデー・ロー・プライス（毎日がお買得）」を基本コンセプトに、実用衣類と生鮮食料品を中心に衣食住に関する商品全般を扱う。「ザ・ビッグ」の名称は、店舗の発展と成長を願い、命名された。
「ザ・ビッグ」は元々、フジが経営統合したマックスバリュ西日本（MV西日本）の前身の一つで、山口県と広島県を地盤にスーパーマーケットを展開していた株式会社みどりが、既存業態の不振を期に、1989年（平成元年）9月に岩国店（山口県岩国市）を転換 してオープンした独自業態の店舗であった。以降、1991年（平成3年）12月までに既存のみどり12店を全て転換。その後、1992年（平成4年）から1993年（平成5年）に掛けて、同管内の山陽ジャスコより3店舗を移管し、『ジャスコ』のリブランドを行い出店した。当時の店舗コンセプトは、粗利益率を3分の1に減らすことで商品回転率を高める戦略だった。2008年11月の時点では、MV西日本ではこの店舗形態そのものを「ビッグ (BIG)」と称していた。
2008年3月時点では広島県・山口県の13店舗にとどまっていたが、2008年以降、消費者のデフレ嗜好に応える形で、「マックスバリュ」や「ジャスコ」をディスカウント業態である「ザ・ビッグ」店舗に転換する動きが見られ、関東・北陸・光洋を除く全国のマックスバリュ運営会社により展開されるようになっている。最初はマックスバリュ西日本が、不振店の活性化として活用していた業態だった。しかし、2009年以降は日配品中心だった「メガマート」を食品中心の「ザ・ビッグ」へ、2011年以降はイオンリテール（当時、イオンビッグ移管後に改装の店舗もあり）運営の「イオンスーパーセンター」を派生業態の「ザ・ビッグ エクストラ」に、マックスバリュ中部（当時）が運営していた「バリューセンター」を派生業態の小規模店舗である「ザ・ビッグ エクスプレス」へ転換する動きもみられる。これらにより店舗数は再び伸び、派生業態を含むグループ全体の店舗数は246店舗（2024年12月時点）となっている。
店舗によっては特殊な形態での出店となり、総合スーパーのイオンの中に食品テナントとして出店する石和店（山梨県笛吹市、イオンビッグ運営）と江北店（佐賀県杵島郡江北町、イオン九州運営）等の例がある。
イオングループの商業ブランドの多くはイオン発祥の店舗ブランド（イオン、イオンモール、マックスバリュなど）に集約されているが、「ザ・ビッグ」は傍流企業の店舗ブランドがグループ全体の主力ブランドにまで拡大した（イオングループにおいては）数少ない例である。

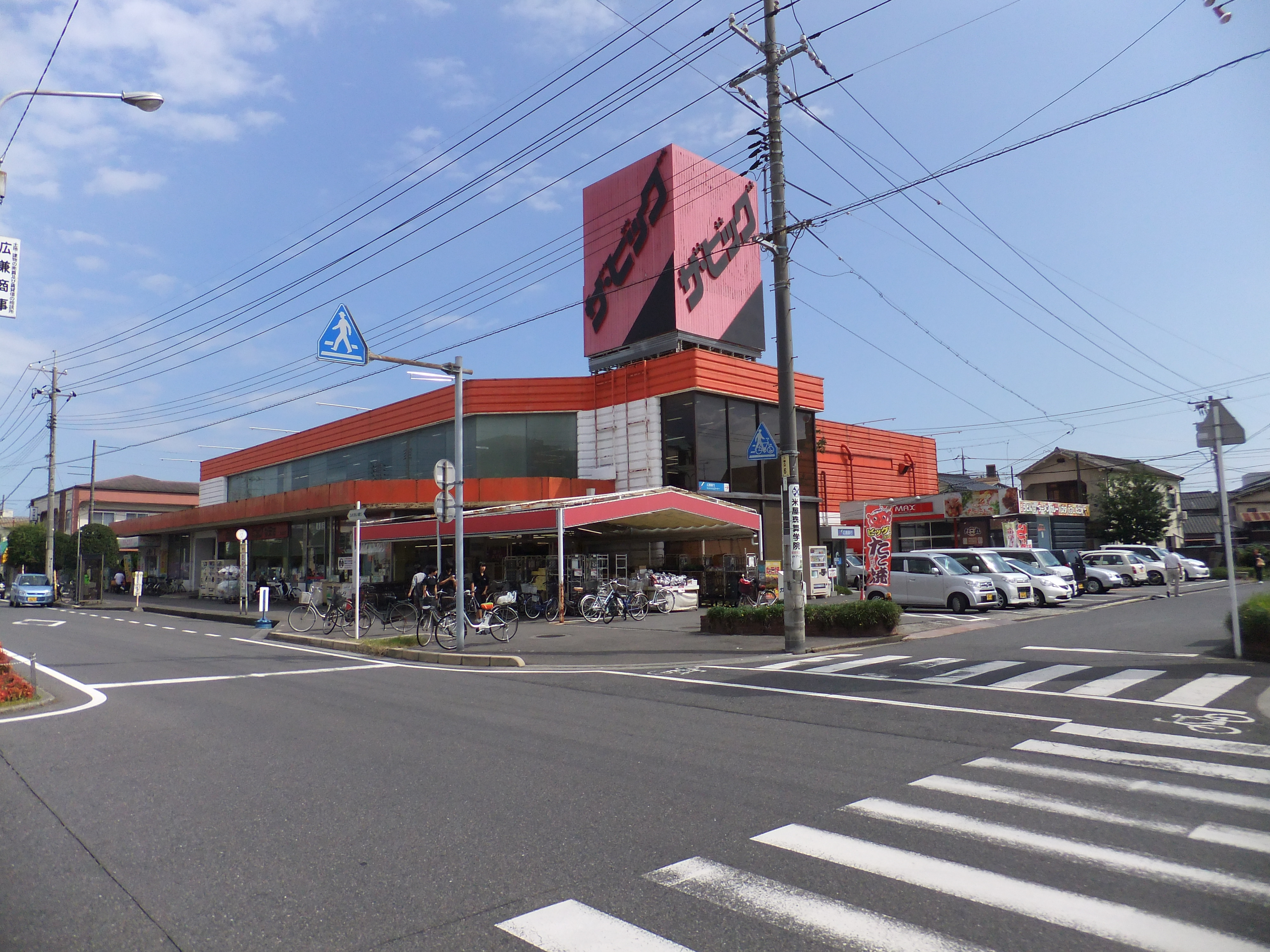
初代ロゴを付した店舗の例。ザ・ビッグ岩国店（山口県岩国市）
※旧店舗
2017年に改築され、ロゴも3代目（現行ロゴ）に変更されている。

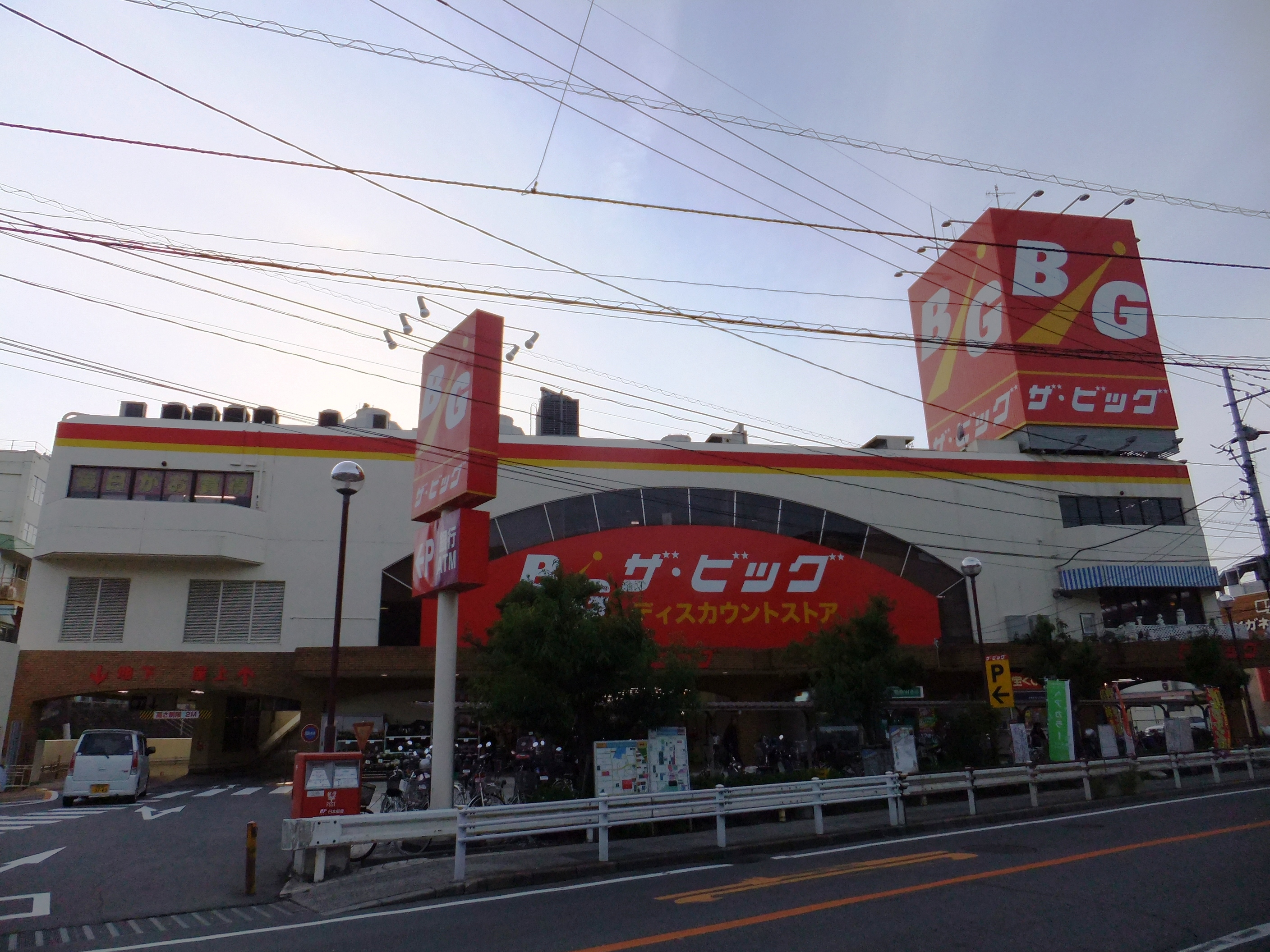
2代目ロゴを付した店舗の例。ザ・ビッグ戸坂店（広島県広島市東区）

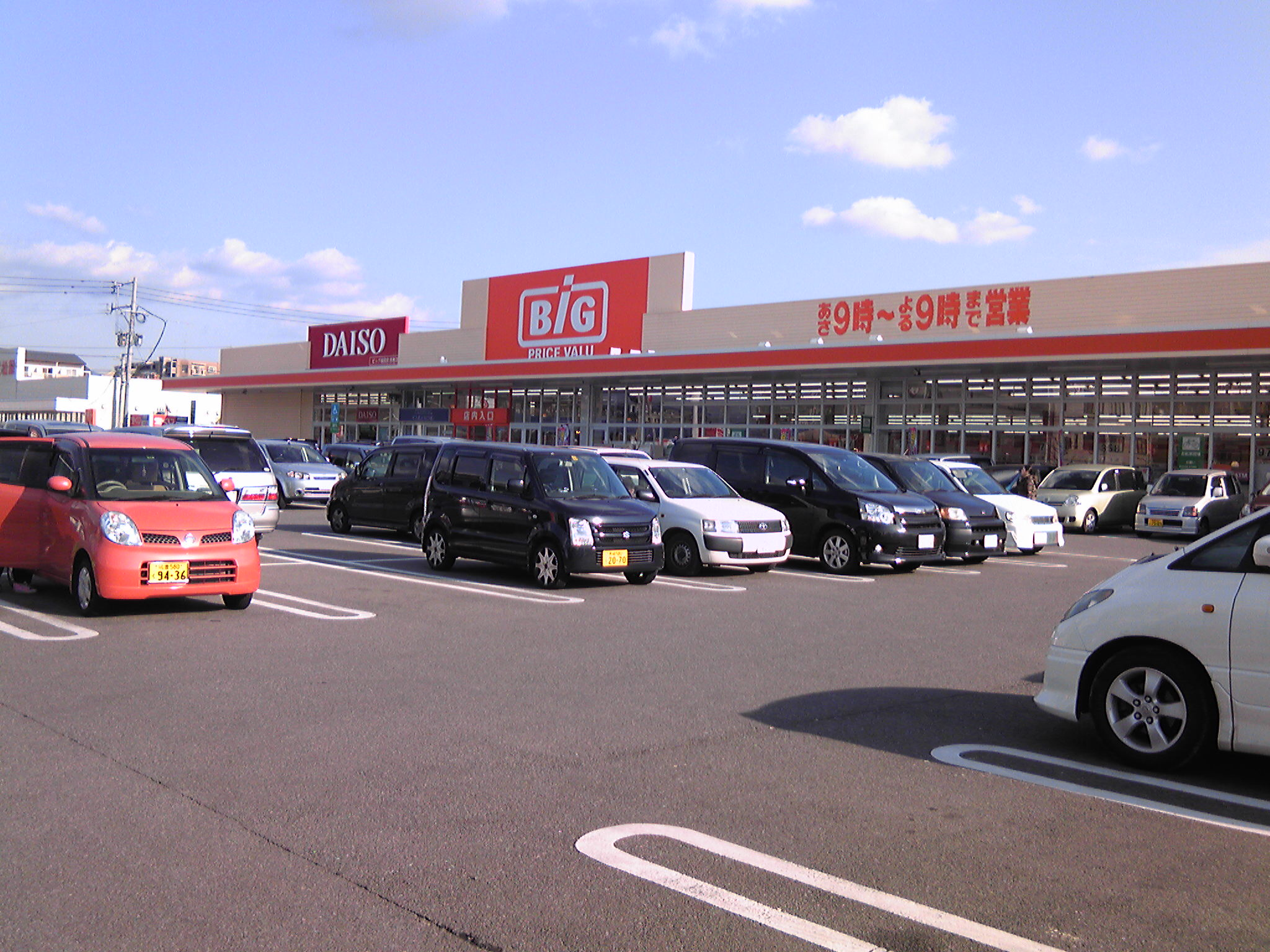
3代目（現行ロゴ）の旧ロゴを付した店舗の例。ザ・ビッグ福岡空港東店（福岡県糟屋郡志免町））

店舗のロゴデザインについては当初は赤地に黒文字斜体で「ザ・ビッグ」と書かれたデザイン。その後「BIG」をデザインした赤色のロゴデザインに変更された。現在はオレンジを基調とし、マックスバリュのものに類似した店舗ロゴデザインを使用しており、導入当初は新ブランドマークとして「PRICE VALU」が併記されていたが、後に「PRICE VALU」表記を削除して新たに「ÆON」ロゴを追加したデザインにマイナーチェンジされている。
プライベートブランド（PB）として多くのイオングループで導入されている「トップバリュ」のほか、さらに価格競争力を上げた、ザ・ビッグでの販売をメインとしたPB商品が展開されている。これらのPB商品は統一したブランド名を持たず、商品カテゴリーごとにブランド名が分かれているのが特徴となっている。

### 派生業態

#### ザ・ビッグ エクスプレス (The BiG Express)

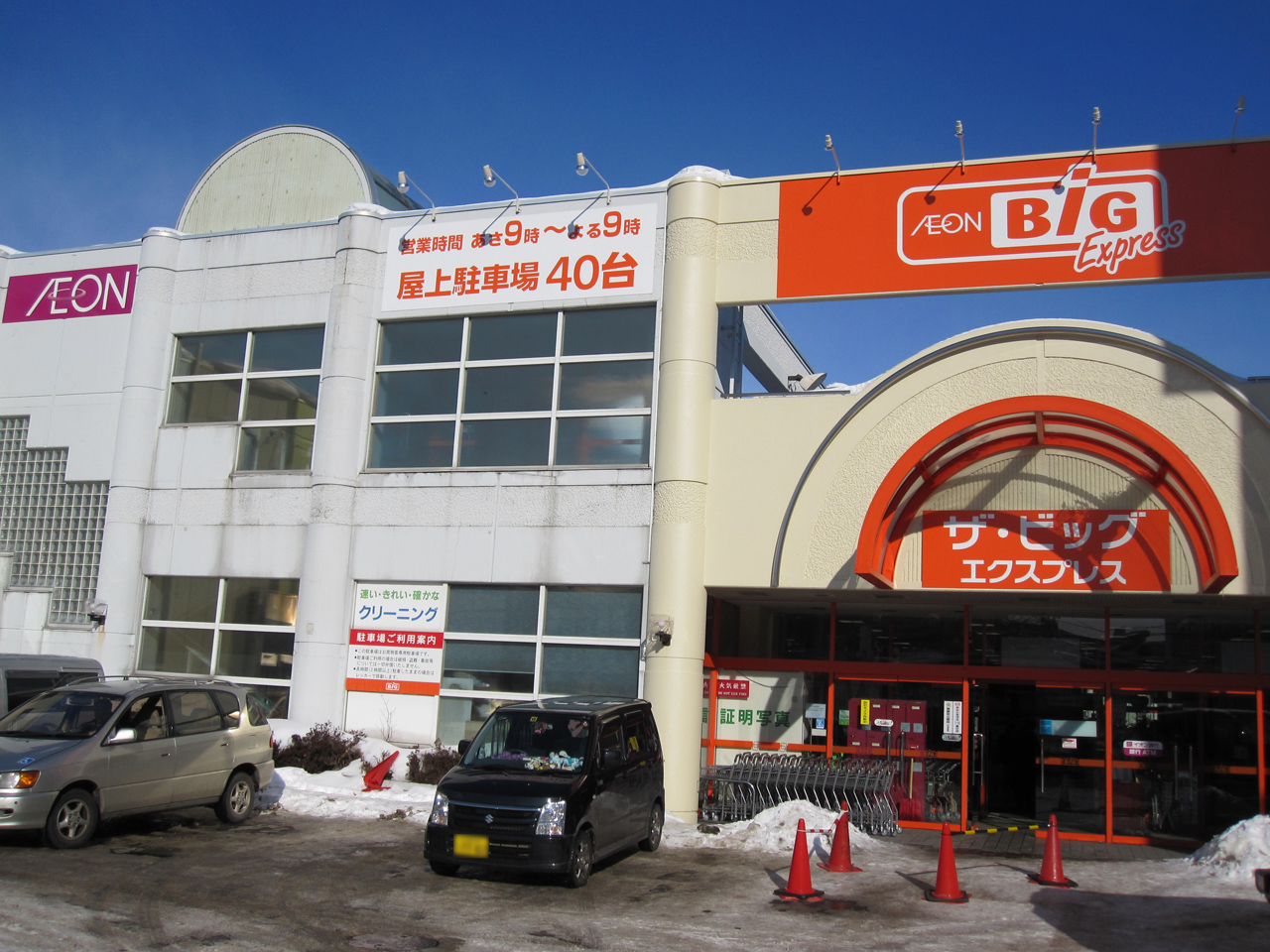
ザ・ビッグエクスプレス白石中央店（北海道札幌市白石区）

イオンビッグ並びに、イオン北海道・イオン九州・イオン琉球の一部店舗で展開している。
かつてはマックスバリュ中部も展開していたが（マックスバリュ中部の運営していた「ザ・ビッグ」はすべてこの「エクスプレス」であった）、2019年6月に全店をイオンビッグに移管した（後述）。

#### ザ・ビッグ エクストラ (The BiG EXTRA)

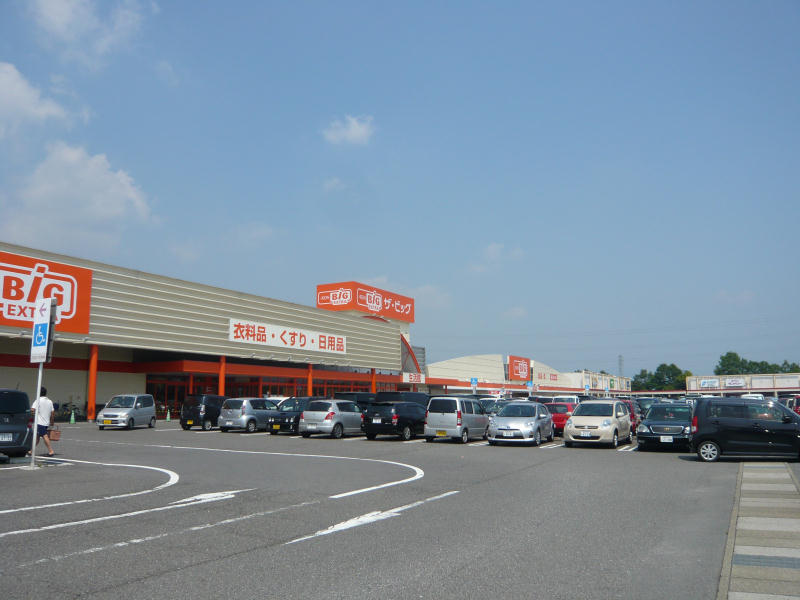
ザ・ビッグエクストラ岐阜池田店（岐阜県揖斐郡池田町

6,000m2以上の規模の店舗（イオンビッグ基準）。イオンビッグが運営する店舗が多いが、一部はフジが運営している（萩店・氷上店・阿南店、いずれもMV西日本が開設した新規店舗）。
- ザ・ビッグエクストラ ロゴ
- ザ・ビッグエクストラの看板の例。刈谷店（愛知県刈谷市）
※旧メガマート店舗

## 沿革
- 1989年（平成元年）3月[6] - 株式会社みどりが「ザ・ビッグ」1号店となる岩国店（山口県岩国市、「スーパーみどり」の業態転換）を開店[7]。
- 1994年（平成6年）11月25日 - 業態転換でない新規出店第1号となる大内店（山口県山口市）が開店[広報 1][8]。
- 2008年（平成20年）4月11日 - マックスバリュ西日本エリア外では初の店舗となる青森東店（青森県青森市、マックスバリュ東北運営、「ザ ビッグ」表記）開店。
  - 以後、各地のマックスバリュ運営会社が順次「ザ・ビッグ」店舗の展開を始める。
- 2010年（平成22年）
  - 2月6日 - ザ・ビッグ エクスプレス平岸店（北海道札幌市豊平区、マックスバリュ北海道運営、元プライスマート店舗）が開店[9][10]。同店舗は北海道1号店[9]。
- 2011年（平成23年）
  - 1月28日 - 「ザ・ビッグエクストラ」の1号店である野洲店（滋賀県野洲市、イオンリテール運営、元イオンスーパーセンター店舗）が開店[11]。
  - 6月25日 - 東日本大震災による大津波で被災し、一時休業していたマックスバリュ塩釜店（宮城県塩竈市）がザ・ビッグに業態転換の上、営業再開[広報 14]。
  - 8月21日 - ディスカウント事業の強化を目的に、イオンリテールが行っていたDS事業本部を吸収分割によりイオンビッグ株式会社（イオン株式会社100%出資の子会社）として分社化。イオンリテール運営の「ザ・ビッグエクストラ」、メガマート、イオンスーパーセンターの21店舗を同社へ継承した[広報 15]。
- 2012年（平成24年）
  - 7月27日 - イオンスーパーセンター弥富店（愛知県弥富市）がザ・ビッグエクストラに業態転換[12]。これにより、イオンビッグ運営のイオンスーパーセンター全店舗がザ・ビッグエクストラへの業態転換を完了[13]。
- 2014年（平成28年）
  - 1月30日 - メガマート芸濃店（三重県津市芸濃町）を閉店（同年3月12日にザ・ビッグに業態転換）[14]。これによりメガマートは消滅し、イオンビッグ運営の店舗ブランドが「ザ・ビッグ」に統一される[13]。
- 2015年（平成27年）
  - 7月11日 - マックスバリュ矢本店（宮城県東松島市）がザ・ビッグに業態転換したことにより、マックスバリュ南東北の運営店舗が「ザ・ビッグ」に統一される[広報 16]。
  - 9月9日 - 株式会社ダイエーの店舗網再編に伴ってマックスバリュ九州へ継承されたグルメシティ南福岡店（福岡県福岡市博多区）を「ザ・ビッグ」に業態転換の上、リニューアルオープン[15]。
- 2017年（平成29年）
  - 2月28日 - 1号店のザ・ビッグ岩国店が一時閉店[広報 17]。同年11月11日に改築オープンした[広報 18]。
  - 11月23日 - マックスバリュ九州が株式会社レッドキャベツから運営を承継されたレッドキャベツ桜木店（熊本県熊本市東区）を「ザ・ビッグ」に業態転換[16][広報 19]。
- 2019年（令和元年）
  - 6月1日 - マックスバリュ中部が運営していた店舗（5月30日をもって閉店した向島店を除く）を会社分割によりイオンビッグへ運営移管。[広報 20]
  - 7月1日 - マックスバリュ東海が運営していた店舗を会社分割によりイオンビッグへ運営移管。[広報 11]
- 2020年（令和2年）
  - 3月1日
    - マックスバリュ北海道が運営していた店舗を、合併に伴いイオン北海道が承継[広報 21]。

  - 9月1日 - マックスバリュ九州が運営していた店舗を、合併に伴いイオン九州が承継。[17]
- 2021年（令和3年）
  - 6月1日 - マックスバリュ長野が運営している店舗を、合併に伴いイオンビッグが承継[広報 22]。
  - 6月30日 - イオンリテール運営のザ・ビッグ八潮南店をイオン八潮南店としてリニューアルオープン[18]。
- 2024年（令和6年）
  - 3月1日
    - マックスバリュ南東北が運営していた店舗を、合併に伴いイオンビッグが承継[広報 23]。
    - マックスバリュ西日本が運営していた店舗を、合併に伴いフジが承継[19]。

  - 11月30日 - イオン北海道が株式会社西友から運営を継承された西友福住店（札幌市豊平区）を「ザ・ビッグ」に業態転換[広報 24]。イオングループ以外の店舗からの業態転換による出店となる。

## 運営会社・店舗
2024年3月時点で岩手県・茨城県・群馬県・埼玉県・千葉県・京都府・大阪府・和歌山県・高知県・長崎県・宮崎県・鹿児島県、および北陸地方（新潟県・富山県・石川県・福井県）を除く31都道府県に展開されている。各社の営業エリアは各社の記事を参照。
マックスバリュ中部ならびにマックスバリュ東海が運営していた「ザ・ビッグ」はイオンビッグに移管されたが、これは両社が2019年9月1日に合併するにあたり、両社の事業を通常のスーパーマーケットに集約するためとしている。
凡例：○…運営、空欄…運営なし、×…過去に運営していたが撤退
| 会社名                                                                 | 展開する業態   | 展開する業態   | 展開する業態   | 備考                                                                                    |
| 会社名                                                                 | ザ・ビッグ     | エクスプレス   | エクストラ     | 備考                                                                                    |
| 現在の運営会社                                                         | 現在の運営会社 | 現在の運営会社 | 現在の運営会社 | 現在の運営会社                                                                          |
| ---------------------------------------------------------------------- | -------------- | -------------- | -------------- | --------------------------------------------------------------------------------------- |
| イオンビッグ                                                           | ○              | ○              | ○              | 2021年6月1日にマックスバリュ長野を吸収合併 2024年3月1日にマックスバリュ南東北を吸収合併 |
| イオンリテール                                                         | ○              |                | ×              | 運営していたザ・ビッグ エクストラは2011年8月にイオンビッグに移管                        |
| イオン北海道                                                           | ○              | ○              |                | 同社でマックスバリュも運営 運営開始当初はマックスバリュ北海道                           |
| イオン東北                                                             | ○              |                |                | 同社でマックスバリュも運営                                                              |
| フジ                                                                   | ○              |                | ○              | 同社でマックスバリュも運営 運営開始当初はみどり （ザ・ビッグ業態の創始企業）            |
| イオン九州                                                             | ○              | ○              |                | 同社でマックスバリュも運営                                                              |
| イオン琉球                                                             | ○              | ○              |                | 同社でマックスバリュも運営                                                              |
| 過去の運営会社 ※企業合併により企業自体が消滅したことが理由のものは除く | ○              |                |                |                                                                                         |
| マックスバリュ中部                                                     |                | ×              |                | 2019年6月1日にイオンビッグに移管                                                        |
| マックスバリュ東海                                                     | ×              |                |                | 2019年7月1日にイオンビッグに移管                                                        |

## サービスデー
「お客様感謝デー」などイオングループ全体で実施しているサービスデーとは別に、独自のサービスデーとして「ザ・ビッグデー」が毎月第2日曜日に開催されており、カード（イオンカード・WAON等）の有無を問わず割引が適応される（一部割引対象外の商品有り）。

## 日本国外での展開
マレーシアにおいて「AEON BiG」（イオンビッグ）の名称で同様の店舗を展開している。
2012年10月31日にフランスのCarrefour S.A.（カルフール）傘下でマレーシアにおいてハイパーマーケット事業を展開するMagnificient Diagraph Sdn.
Bhd.と同社の株式を保有するCarrefour Malaysia Sdn. Bhd.（カルフール・マレーシア）の発行済株式のすべてをイオン株式会社が取得して子会社化し、Magnificient Diagraph Sdn.Bhd.はAEON BIG (M) SDN. BHD.（イオンビッグマレーシア）に商号変更することになった。
同年12月8日にはイオンビッグマレーシアへの商号変更後初の新店として、ディスカウント型スーパーマーケット業態のリバーウォークヴィレッジ店をオープン し、翌年の7月25日には商号変更後初となるハイパーマーケット業態の新店舗クルアン店をオープンした。2014年12月現在、ハイパーマーケット業態24店舗、ディスカウント型スーパーマーケット業態5店舗の計29店舗を展開している。